# アーロン・ローザンド
- アーロン・ロザンド

アーロン・ローザンド（Aaron Rosand, 1927年3月15日 - 2019年7月9日）はアメリカ合衆国のヴァイオリニスト。

## 経歴
インディアナ州ハモンドに生まれる。父親（アレン・ローゼン：歌手）および母親（イダ・ルービン・ローゼン：ピアニスト）は、それぞれポーランドおよびロシアからの移民であった。３歳の時にベビーシッターの歌う歌を正確に覚えてそれを歌い、音楽の才能を見い出され、移住した先のシカゴで両親により音楽教育を施された。９歳の時にジャン・ピアースのコンサートに賛助出演した後、10歳でフレデリック・ストックの指揮するシカゴ交響楽団とフェリックス・メンデルスゾーンのヴァイオリン協奏曲を演奏して注目を集め、1940年からシカゴ音楽大学のレオン・サメティーニの下で研鑽を積んだ。1944年にカーティス音楽院に転学してエフレム・ジンバリストに師事し、1948年にニューヨークでデビューを果たした。1958年にはカーネギー・ホールで初リサイタルを開き、1960年にレナード・バーンスタイン指揮のニューヨーク・フィルハーモニックでソロデビューした。演奏活動の傍らで、1981年から母校のカーティス音楽院、1986年からマネス音楽学校のそれぞれで教鞭をとるようになり、ザルツブルクやニースなどの夏期講習の講師や世界各地の国際コンクールの審査員として数多く招聘された。1950年代から1741年製のグァルネリ・デル・ジェス「エクス・コハンスキ」を使用していたが、2009年に77年間の演奏活動から退いたときに1000万ドルでロシアの富豪に売却し、うち150万ドルを母校のカーティス音楽院に寄付した。2019年5月、教職からの引退を発表し、カーティス音楽院から名誉博士号を授与された。2019年7月9日、肺炎によりニューヨーク州で92歳で死去した。
主な門下に、アレクサンダー・カー、ベンジャミン・ボウマン、レイ・チェン、ユーチン・ツェン、リチャード・リン、スティーブン・ワ―ツ、ジェシカ・リンネバック、吉田恭子等がいる。

## 主要ディスコグラフィ
- Rosand, Aaron; Flissler, Eileen; Beethoven, Ludwig van (1971). Violin sonatas (complete). New York: Vox. OCLC 3946756
- Rosand, Aaron; Froment, Louis de; Hubay, Jeno (1972). Concerto for violin and orchestra, op. 99. Candide. OCLC 10057904
- Rosand, Aaron; Froment, Louis de; Arensky, Anton (1973). Violin concerto in A minor, op. 54. Turnabaut. OCLC 16995747
- Rosand, Aaron; Reinhardt, Rolf (1975). Berlioz : reverie & caprice, op. 8 / chausson poeme, op. 25 / saint-saens : havanaise, op. 83. New York: Vox. OCLC 9609387
- Rosand, Aaron; Szoke, Tibor (1975). Rosand plays Sibelius, Sarasate and Tchaikovsky. New York: Vox. OCLC 68198016